# Инкумбент
Инку́мбент — действующий держатель должности или позиции. Слово обычно употребляется в контексте выборов. Например, на выборах в президенты инкумбент — это лицо, занимающее или исполняющее обязанности президента накануне выборов, независимо от того, претендует оно на переизбрание или нет. В некоторых ситуациях во время выборов на эту должность или позицию может вовсе не быть инкумбента (например, когда создаётся новый избирательный округ), и в этом случае должность или позиция считается вакантной или открытой.
В Соединённых Штатах выборы без инкумбента называют свободным местом или открытым конкурсом.

## Этимология
Слово «инкумбент» происходит от латинского глагола incumbere и в буквальном смысле означает «наклоняться и/или возлагать на» (с формой основого причастия настоящего времени incumbent), являющегося одним из вариантов слова encumber — «загромождать», происходящего от корня cumber, который наиболее подходящим образом может быть определён следующим образом: «занимать обструктивно или неудобно; блокировать заполнение тем, что мешает свободе движения или действия; обременять, грузить».

## Преимущества у инкумбента
В целом, инкумбент имеет политическое преимущество над остальными претендентами на выборах. За исключением случаев, когда сроки выборов определяются конституцией или законодательством, действующий президент может иметь право определять дату выборов.
Для большинства политических должностей у инкумбента — часто более узнаваемое имя из-за его предыдущей работы на занимаемой должности. У инкумбента также имеется более лёгкий доступ к финансированию избирательной кампании, а также к государственным ресурсам (таким, как привилегия франкирования), которые могут косвенно использоваться для повышения успеха кампании по переизбранию инкумбента.
В Соединённых Штатах Америки выборы (особенно для одномандатного избирательного округа в законодательном органе), на которых инкумбент не претендует на переизбрание, часто называют свободным местом; из-за отсутствия инкумбента на выборах они часто являются самыми яркими избирательными гонками. Кроме того, открытый конкурс создаётся, когда срок полномочий ограничен — например, как в случае, когда срок полномочий президента США ограничен двумя четырёхлетними сроками, а повторное участие в конкурсе действующему президенту запрещено.
Когда новички стремятся заполнить незанятую должность, избиратели склонны сравнивать и сопоставлять квалификации, позиции по политическим вопросам и личные характеристики кандидатов относительно простым способом. Выборы с участием инкумбента, с другой стороны, являются, по выражению Гая Молинье, «по сути референдумом о инкумбенте». Только если избиратели решат «уволить» инкумбента, они начнут оценивать, является ли каждый из претендентов приемлемой альтернативой.
В исследовании, проведённом в 2017 году в Британском журнале политических наук, утверждается, что преимущество инкумбента связано с тем, что избиратели оценивают его идеологию индивидуально, в то время как они предполагают, что любой претендент разделяет идеологию партии, в которой состоит. Это означает, что это преимущество становится всё более значительным по мере усиления политической поляризации. Специальное исследование, результаты которого опубликованы в 2017 году в «Журнале политики», показало, что инкумбенты имеют «гораздо большее преимущество» на очередных выборах, чем на выборах внеочередных.

### Всплеск количества голосов на выборах
Политические аналитики в Соединённых Штатах Америки и Соединённом Королевстве отметили существование всплеска, когда представители первого срока имеют прирост в количестве отданных за них голосов на своих первых перевыборах. Такое явление способно создавать превосходство до 10 % для представителей первого срока в сравнении с другими кандидатами, что увеличивает преимущество инкумбента.

## Слабости инкумбента
Тем не менее существуют и такие сценарии, в которых сам факт пребывания на должности ведёт к проигрышу на выборах. Обычно такие ситуации возникают, когда инкумбент зарекомендовал себя как не заслуживающий должности, а претенденты демонстрируют это избирателям. Другая слабость, которая может привести к потере должности инкумбентом, проявляется в том случае, когда они находились у власти в течение многих сроков подряд, несмотря на показатели эффективности, просто потому, что претенденты убеждают избирателей в необходимости перемен. Также утверждается, что на обладателей чрезвычайно влиятельных должностей оказывается огромное давление, которое делает их политически бессильными и неспособными завоевать достаточное общественное доверие для переизбрания; так обстоит дело, например, с президентством Франции.
Ник Панагакис, исследователь общественного мнения, открыл то, что он назвал в 1989 году правилом инкумбента: любой избиратель, который утверждает, что не определился к концу выборов с кандидатом, вероятно, в конечном итоге проголосует за претендента, а не за инкумбента.
Во Франции это явление известно по броской фразе Sortez les sortants («[Убирайтесь] вон с поста, [представители]!»), которая была лозунгом движения пужадистов на французских законодательных выборах 1956 года.